# Dolkstyngstetra
Dolkstyngstetra (Hyphessobrycon erythrostigma) är en fiskart som först beskrevs av Fowler, 1943.  Dolkstyngstetra ingår i släktet Hyphessobrycon och familjen Characidae. Inga underarter finns listade i Catalogue of Life.